# Джендема
 Тази статия е за резервата.  За рок групата вижте Джендема (група).  
„Джендема“ е най-големият резерват, намиращ се в Националния парк „Централен Балкан“, и втори по площ в България. Името му идва от арабско-турски: cehennem, джендем – пъкъл, ад, както хората са наричали тази най-непристъпна част от планината.

## Основаване и статут
Обявен е за резерват със Заповед № 606 на Министерския съвет от 28 март 1953 година, с обща площ тогава 2511 хектара. През 2017 г. е обявен за биосферен резерват по програмата на ЮНЕСКО „Човек и биосфера“.

## Местонахождение
Резерватът обхваща целия водосбор на Бяла река (ляв приток на Стряма), горното течение на река Тунджа и ждрелото на река Тъжа. Заема площ от 4220,2 хектара и е един от най-големите и недостъпни резервати в България.

## Геоложки строеж и релеф
Характерни са гранит, кристалинни шисти, гнайси, гранитогнайси, варовик. Почвите са представени от  планинско-ливадните в най-високите части, следват тъмноцветни горски и кафяви горски, до канелени горски в най-ниските части. Последните обикновено са излужени и подложени на значителна ерозия.
Склоновете са стръмни до много стръмни, прорязани от улеи и дълбоки долини, почти отвесни скални стени и зъбери, шеметни пропасти. Оттук извират Бяла река (приток на Стряма) и река Тунджа.

## Флора
Горите – предимно букови и смесени, заемат 70% от територията му. Възрастта им варира между 100 и 150 години, запазени до голяма степен поради трудната им достъпност. В по-ниските части се среща дъб, обикновена ела, обикновен смърч. Една трета от резервата представлява безлесна територия, многогодишни пасища.
Алпийската растителност участва с около 80 вида треви. Характерно е наличието на ендемитни, редки и застрашени растения. Същевременно съчетанието между геология, релеф и климатични условия на Джендема създава предпоставка за появата на формообразуващ център за нови растителни видове.
Характерните планински цветя са планинско омайниче, алпийска незабравка, високопланински карамфил, жълта и петниста тинтява, връшняк, старопланинска иглика. По скалите се забелязват каменоломки. Върху варовиците вирее силивряк.

## Фауна
Фауната на резервата представлява особена ценност, тъй като поради непристъпността на голяма част от района животинският свят е останал относително необезпокояван. Едрите бозайници и хищните птици са основни обитатели. Тук са и едни от най-големите естествени местообитания на дивата коза. Срещат се царският орел и скалният орел, кафявата мечка и вълкът, благородният елен, дивата свиня, а също и дива котка, невестулка, златка и много други.
Резерватът е важен за популацията на снежната полевка, алпийския тритон, усойницата и особено на прилепите. Безгръбначната фауна е представена от консервационно значими таксони и съобщества.

## Природни забележителности
Най-високият водопад на Балканския полуостров – Райското пръскало (124 m), също попада на територията на Джендема. Достъпен е от близката хижа „Рай“. Другите водопади обаче са труднодостъпни или недостъпни за туристите.

## Галерия
- Хижа „Рай“ и Южния Джендем
- Райските скали
- Поглед към Джендема под масива на вр. Ботев
- Големия Джендемски водопад (Калоферско пръскало)
- Райското пръскало
- Райското пръскало